# Aleksiej Michnow
Aleksiej Pawłowicz Michnow, ros. Алексей Павлович Михнов, ukr. Олексій Павлович Міхнов - Ołeksij Pawłowycz Michnow (ur. 31 sierpnia 1982 w Kijowie) – rosyjski hokeista pochodzenia ukraińskiego, reprezentant Rosji.
Jego brat Andrij (ur. 1983) także został hokeistą, lecz reprezentantem Ukrainy.

## Kariera
- Łokomotiw 2 Jarosław (1998–2000)
- Kristałł Elektrostal (2000–2001)
- THK Twer (2001)
- CSKA Moskwa (2001)
- Saławat Jułajew Ufa (2001)
- Dinamo Moskwa (2001–2002)
- Sibir Nowosybirsk (2002–2005)
- Łokomotiw Jarosław (2005–2006)
- Edmonton Oilers (2006)
- Wilkes-Barre/Scranton Penguins (2006)
- Łokomotiw Jarosław (2006-2011)
- Mietałłurg Magnitogorsk (2011-2012)
- Atłant Mytiszczi (2012-2014)
- THK Twer (2014)
- Awtomobilist Jekaterynburg (2014-2015)
- Jugra Chanty-Mansyjsk (2015)
- THK Twer (2015)
- Awtomobilist Jekaterynburg (2015-2018)
- Nieftiechimik Niżniekamsk (2018)
- HSC Csíkszereda (2018)
- Siewierstal Czerepowiec (2018/2019)
- Mietałłurg Żłobin (2019-2022)
- HK Brześć (2022)
- Mietałłurg Żłobin (2022-)

Wychowanek ukraińskiego klubu Sokił Kijów. W NHL rozegrał 2 spotkania w barwach klubu Edmonton Oilers, przez którego był draftowany z 17 miejsca w 2000 roku. Od września 2014 zawodnik Awtomobilistu. Od maja do listopada 2015 zawodnik Jugry. Od listopada 2015 zawodnik THK Twer. W tym samym miesiącu ponownie został zawodnikiem Awtomobilistu. W kwietniu 2018 odszedł z tego klubu. W sierpniu 2018 podpisał roczny kontrakt z Nieftiechimikiem Niżniekamsk. W październiku 2018 przeszedł do rumuńskiego klubu z Csíkszeredy. W grudniu 2018 przeszedł do Siewierstali Czerepowiec. W lipcu 2019 bracia Aleksiej i Andriej Michnowowie zostali zawodnikami Mietałłurga Żłobin. We wrześniu 2022 ogłoszono odejście Aleksieja Michnowa stamtąd. We wrześniu 2022 został zaangażowany w HK Brześć, skąd w grudniu 2022 powrócił do Żłobina.
W barwach Rosji uczestniczył w turnieju mistrzostw świata edycji 2006.

## Sukcesy
Klubowe
- Srebrny medal mistrzostw Rosji: 2008, 2009 z Łokomotiwem Jarosław
- Brązowy medal mistrzostw Rosji: 2011 z Łokomotiwem Jarosław
- Złoty medal mistrzostw Białorusi: 2022 z Mietałłurgiem Żłobin

Indywidualne
- KHL (2008/2009):
  - Trzecie miejsce w klasyfikacji strzelców w fazie play-off: 8 goli
- KHL (2009/2010):
  - Piąte miejsce w klasyfikacji strzelców w fazie play-off: 7 goli
  - Piąte miejsce w klasyfikacji zwycięskich goli w fazie play-off: 2 gole
- Ekstraliga białoruska w hokeju na lodzie (2019/2020):
  - Piąte miejsce w klasyfikacji strzelców w sezonie zasadniczym: 18 goli[14]
- Ekstraliga białoruska w hokeju na lodzie (2020/2021)[15]:
  - Drugie miejsce w klasyfikacji strzelców w fazie play-off: 8 goli
  - Czwarte miejsce w klasyfikacji kanadyjskiej w fazie play-off: 13 punktów
- Ekstraliga białoruska w hokeju na lodzie (2021/2022)[16]:
  - Drugie miejsce w klasyfikacji strzelców w sezonie zasadniczym: 27 goli
  - Szóste miejsce w klasyfikacji asystentów w sezonie zasadniczym: 26 asyst
  - Pierwsze miejsce w klasyfikacji kanadyjskiej w sezonie zasadniczym: 53 punkty